# Niels Blokker
Nicolaas Max (Niels) Blokker (Bussum, 18 februari 1958) is een Nederlands jurist gespecialiseerd in het internationaal publiekrecht, in het bijzonder het recht der internationale organisaties. Blokker is hoogleraar internationaal institutioneel recht aan de Universiteit Leiden op de Schermers-leerstoel.

## Biografie
Blokker bracht zijn middelbareschooltijd door aan het Stedelijk Gymnasium Leiden van 1970 tot 1977 en studeerde daarna rechtsgeleerdheid aan de Universiteit Leiden, waar hij in 1979 zijn kandidaatsexamen en in 1984 zijn doctoraalexamen (in de "staatkundige studierichting") haalde. Hij promoveerde daar in 1989 bij Hein Schermers en Kamiel Mortelmans op het proefschrift International Regulation of World Trade in Textiles: Lessons for practice, a contribution to theory, waarin hij de wereldwijde handel in textiel en de regulering daarvan onder het GATT onderzocht. Door de nadere bestudering van het GATT behandelde het proefschrift ook algemenere theoretische vragen rondom internationale organisaties. Het proefschrift was mede geïnspireerd door het werk van Pieter verLoren van Themaat op het gebied van het internationaal economisch recht. Na zijn promotie werd hij universitair docent en later universitair hoofddocent aan de Universiteit Leiden. Hij redigeerde daar onder andere het liber amicorum voor zijn promotor Schermers, die in 1994 met emeritaat ging als hoogleraar recht der internationale organisaties (maar terugkeerde op een leerstoel Europese mensenrechten). Van 1998 tot 2000 was Blokker lid van de Commissie van advies inzake volkenrechtelijke vraagstukken (CAVV).
In 2000 vertrok Blokker van de universiteit om jurist te worden bij het ministerie van Buitenlandse Zaken; in 2007 zou hij daar plaatsvervangend juridisch adviseur, de op een na belangrijkste jurist van het departement, worden. Als jurist bij Buitenlandse Zaken verscheen hij samen met juridisch adviseur Johan G. Lammers voor het Internationaal Gerechtshof in de zaak Legality of Use of Force (Servië en Montenegro/Nederland) (2004). Ook vertegenwoordigde hij Nederland bij de Kampala-conferentie tot herziening van het Statuut van Rome inzake het Internationaal Strafhof van 2001 tot 2010, waarbij werd besloten tot toevoeging van het misdrijf agressie aan de misdrijven waar het Internationaal Strafhof rechtsmacht over heeft.
In 2003 werd Blokker naast zijn werk bij het ministerie benoemd tot hoogleraar aan de Universiteit Leiden, op de nieuw ingestelde Schermers-leerstoel voor het internationaal institutioneel recht: zijn oude leermeester Schermers had bij zijn definitieve emeritaat in 2002 de opbrengst van de verkoop van zijn huis gebruikt voor het oprichten van een fonds ten behoeve van de instelling van een leerstoel. Hij hield zijn oratie, getiteld Internationale organisaties en hun leden. Van oude vragen, de dingen die voorbij gaan?, op 20 mei 2003. Hij bekleedde de leerstoel eerst in deeltijd (0,2 fte), maar verliet het ministerie in 2013 om per 1 augustus van dat jaar voltijds hoogleraar te worden. In 2025 ging Blokker met emeritaat als hoogleraar; hij hield zijn afscheidscollege The Future of International Institutional Law op 14 maart van dat jaar.
Hein Schermers' bekendste werk was International Institutional Law: Unity within Diversity, dat geldt als het standaardwerk over het recht der internationale organisaties. Vanaf de derde druk schreef hij het samen met Blokker, die het na Schermers' overlijden in 2006 geheel overnam en sindsdien een vijfde (2011) en zesde (2018) druk heeft gepubliceerd. Het werk werd eerst uitgegeven door Martinus Nijhoff en sinds de vierde druk door Brill. Blokker is daarnaast co-hoofdredacteur van de in 2004 door hem en Ramses Wessel opgerichte International Organizations Law Review. Samen met Nico Schrijver schrijft hij jaarlijks de "Kroniek internationaal publiekrecht" voor het Nederlands Juristenblad.
- Bibliothèque nationale de France: cb12420355n (data)
- Catàleg d'autoritats de noms i títols de Catalunya: 981058529852606706
- Gemeinsame Normdatei: 130518301
- International Standard Name Identifier: 0000 0001 1051 4804
- Library of Congress Control Number: n88243589
- Nationale Bibliotheek van Tsjechië: xx0233291
- Nationale Bibliotheek van Israël: 987007444399605171
- ORCID: 0000-0002-8156-9674
- Système universitaire de documentation: 050473360
- Virtual International Authority File: 32086640